# Женевски институт за дипломске студије
Женевски институт за дипломске студије (Geneva Graduate Institute) је академска институција основана 1927. године у Женеви, Швајцарска. Специјализован је за области међународних односа и студије развоја. 
Институт нуди мастер и докторске програме у различитим дисциплинама, укључујући политичке науке, међународну економију, међународно право, студије развоја и студије безбедности.
Смештен у близини међународних организација као што су Уједињене нације (UN), Светска трговинска организација (WTO) и Светска здравствена организација (WHO), институт пружа студентима могућности за праксу и сарадњу у међународном окружењу.